# Trușești
Trușești è un comune della Romania di 5 810 abitanti, ubicato nel distretto di Botoșani, nella regione storica della Moldavia.
Il comune è formato dall'unione di 6 villaggi: Trușești, Buhăceni, Ciritei, Drislea, Ionășeni, Păsăteni.